# Protentomon atlanteum
Protentomon atlanteum är en urinsektsart som beskrevs av Bruno Condé 1951. Protentomon atlanteum ingår i släktet Protentomon och familjen Protentomidae. Inga underarter finns listade i Catalogue of Life.